# فرد إس. جاكسون
فرد إس. جاكسون (بالإنجليزية: Fred S. Jackson)‏ هو محامي وسياسي أمريكي، ولد في 19 أبريل 1868، وتوفي في 21 نوفمبر 1931 في الولايات المتحدة. حزبياً، نشط في الحزب الجمهوري. وقد انتخب عضو مجلس النواب الأمريكي.